# Santa Adélia
Santa Adélia is een gemeente in de Braziliaanse deelstaat São Paulo. De gemeente telt 14.537 inwoners (schatting 2009).

## Aangrenzende gemeenten
De gemeente grenst aan Ariranha, Fernando Prestes, Itajobi, Itápolis en Pindorama.

## Verkeer en vervoer
De plaats ligt aan de weg BR-456/SP-310.